# Église San Gioacchino in Prati
L'église San Gioacchino in Prati (en français : Église Saint-Joachim-à-Prati) est une église romaine située dans le rione de Prati sur la via Pompeo Magno à côté de la piazza dei Quiriti.

## Historique

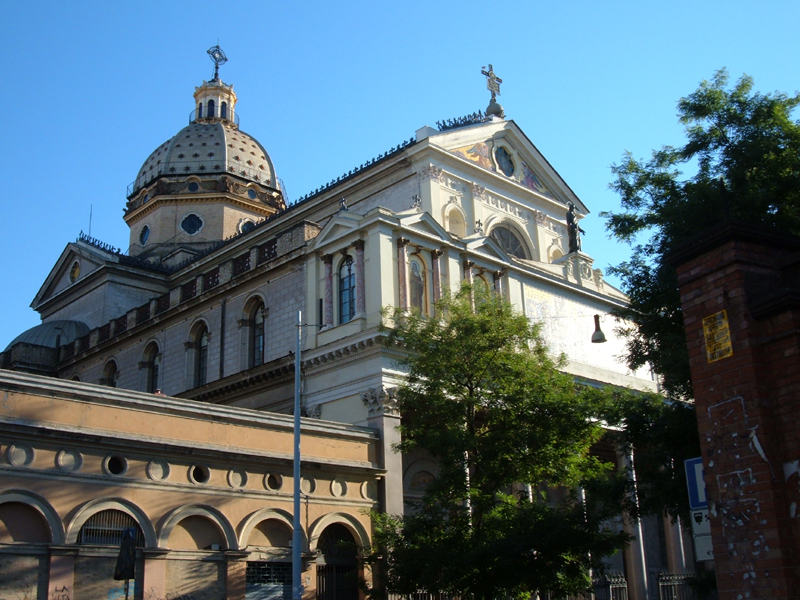
Vue latérale de l'église et de la coupole

Cette église est ordonnée par le pape Léon XIII pour son jubilé sacerdotal dans un contexte difficile pour l'Église qui est en prise alors aux tendances anti-cléricales de la jeune République italienne, particulièrement dans ce quartier et à Trionfale. Les plans sont de l'architecte Raffaele Ingami et la première pierre est posée en 1881, mais les travaux se dérouleront essentiellement entre 1891 et 1898, date à laquelle elle est ouverte au public. Les travaux sont finis en 1911. L'église est consacrée à Saint Joachim, le père de Marie qui est également le nom de baptême du pape.
L'église est consacrée en 1905 et attribuée à la congrégation des Rédemptoristes. Elle héberge le titre cardinalice San Gioacchino ai Prati di Castello crée en 1960.

## Architecture et intérieur
L'église en forme de croix latine et constituée de trois nefs séparées par des colonnes de granit rose surmontées de chapiteaux de bronze. La porte principale est encadrée de deux colonnes offertes par le tsar de Russie. L'église présente une importante coupole faite en aluminium et vitraux de cristal. Cette église est richement décorée de mosaïques sur sa façade. L'intérieur est constitué de 14 chapelles dédiées à 14 des 20 pays catholiques qui ont contribué par leurs offrandes à la construction de l'église. Une grande partie de la décoration intérieure est due au peintre et religieux rédemptoriste Max Schmalzl, en particulier celle de la chapelle bavaroise.

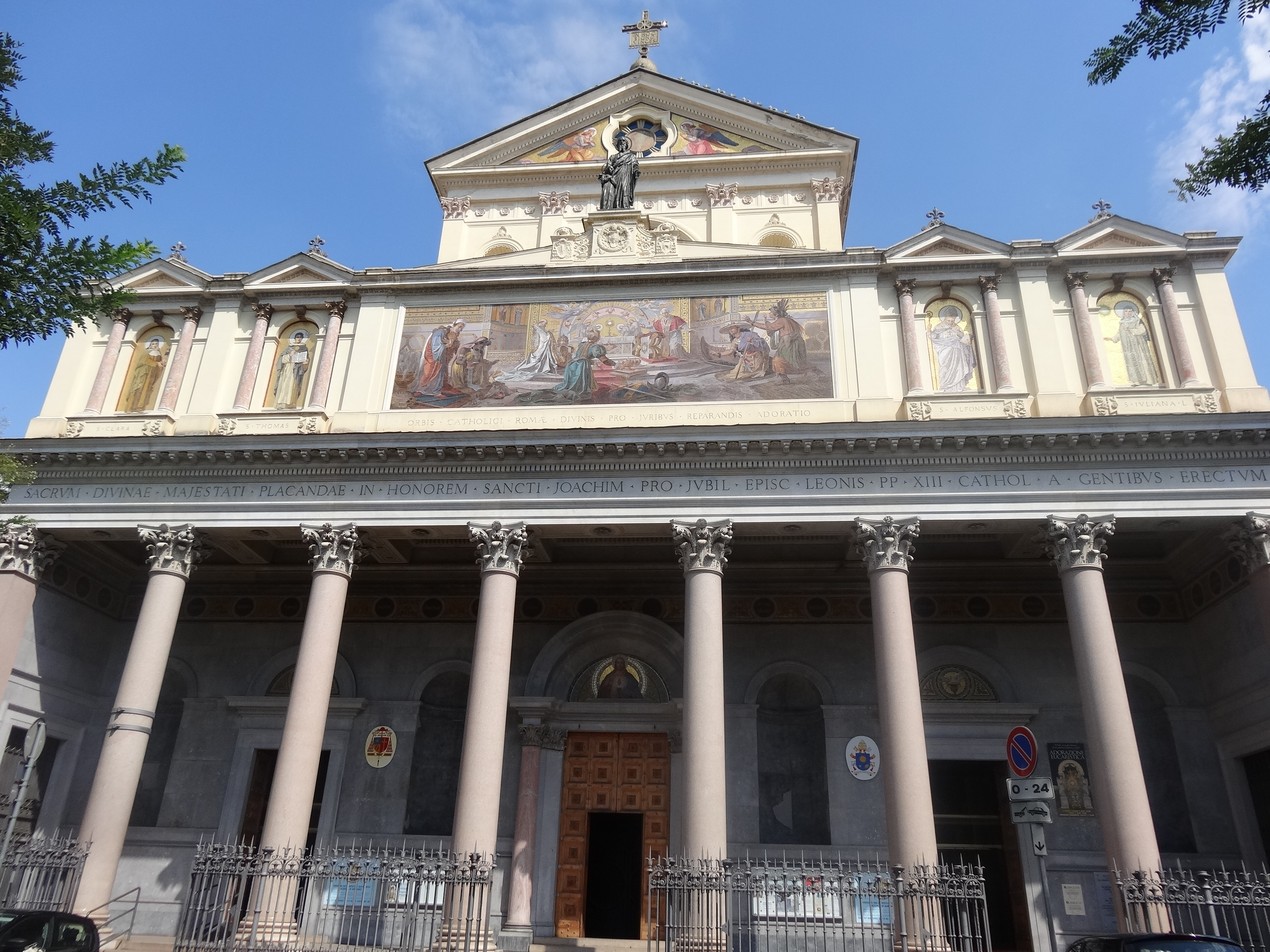
Façade monumentale
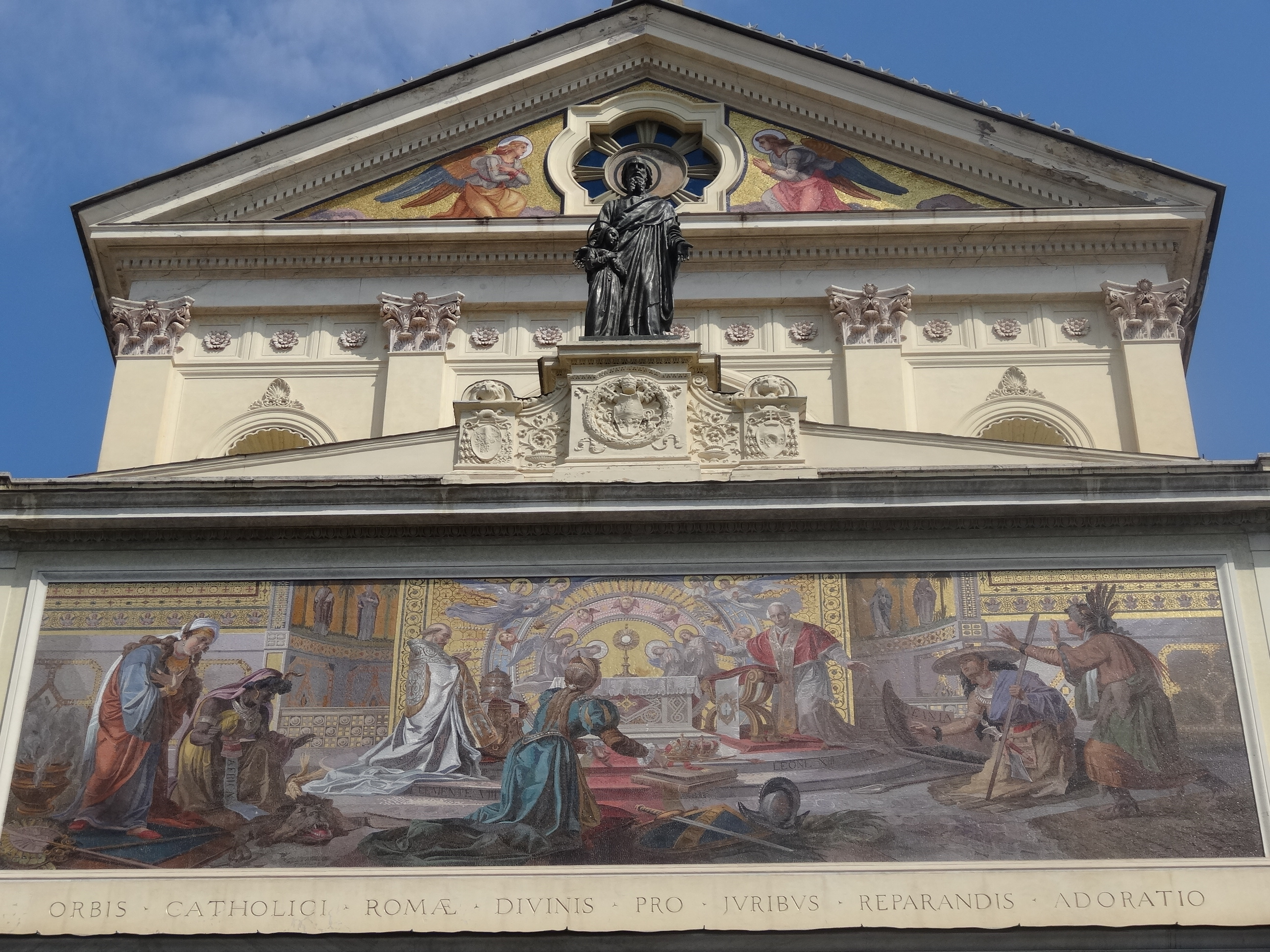
Décorations de la façade
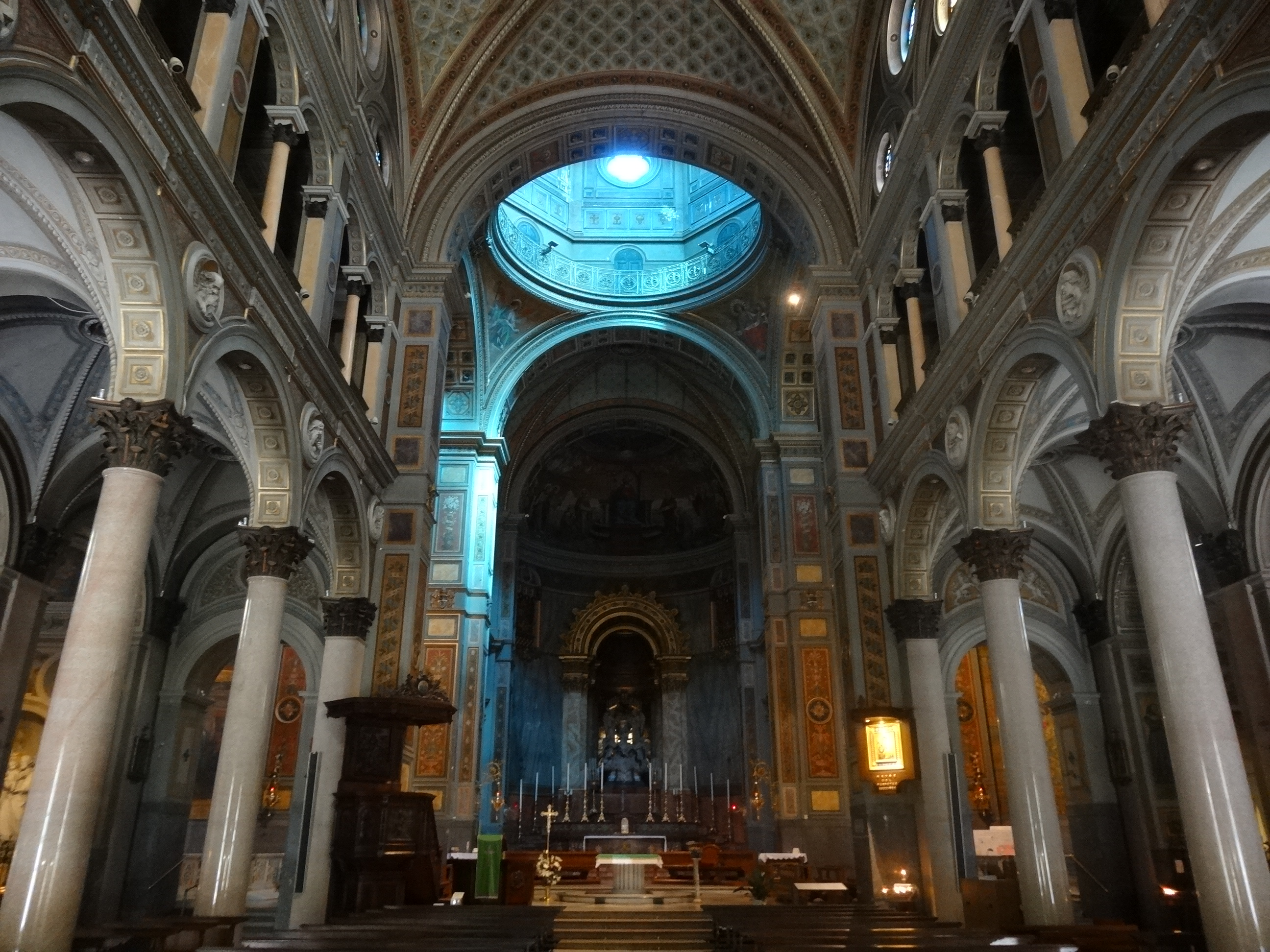
Intérieur
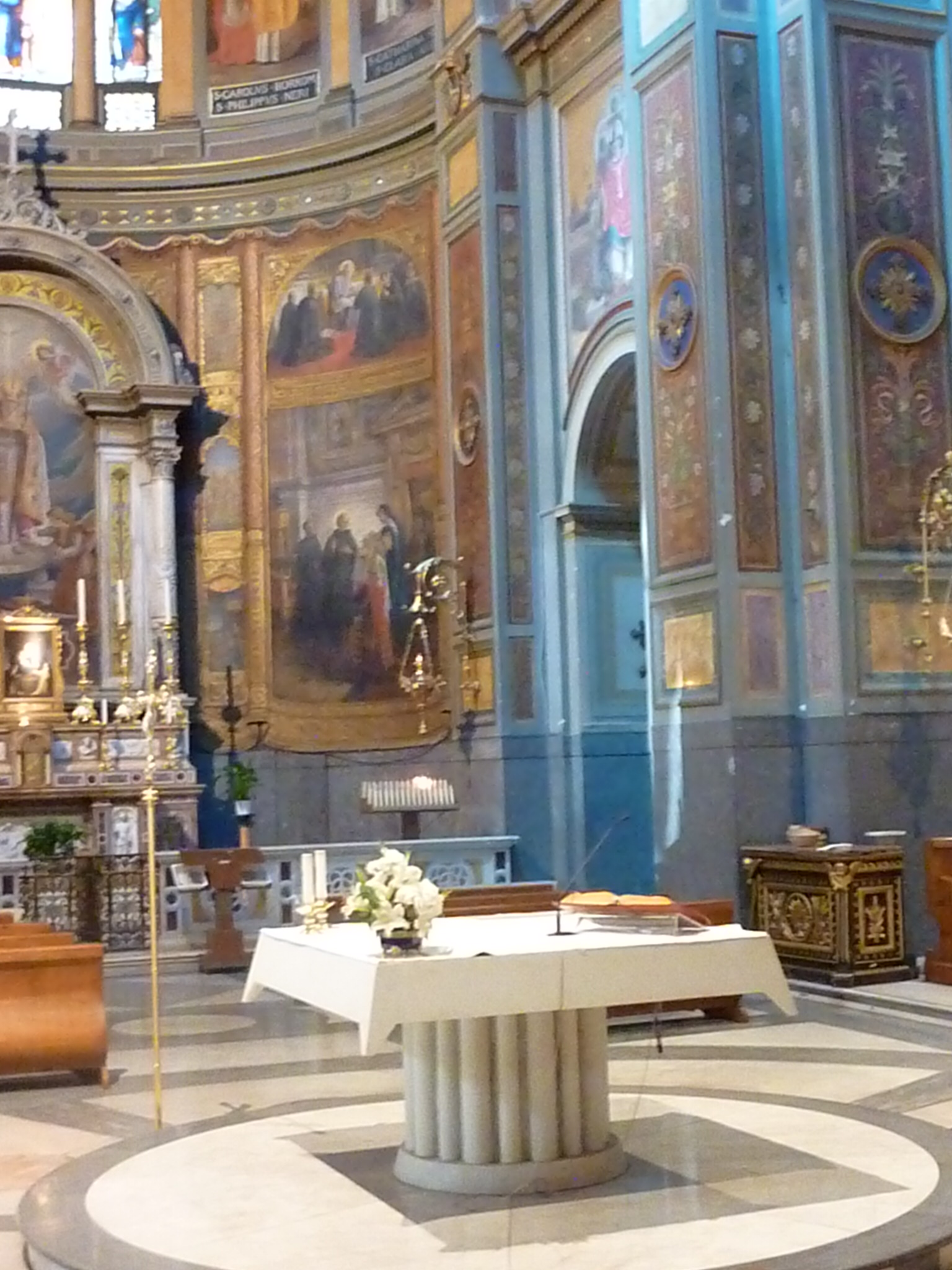
Détail de l'intérieur

## Sources et références
- (it) Cet article est partiellement ou en totalité issu de l’article de Wikipédia en italien intitulé « Chiesa di San Gioacchino in Prati » (voir la liste des auteurs).
- C. Rendina, Le Chiese di Roma, Newton & Compton Editori, Milan 2000, p.124